# Упрямец Керабан
«Упря́мец Ке́рабан» (фр. Kéraban-le-têtu) — приключенческий и сатирический роман французского писателя Жюля Верна, входящий в цикл «Необыкновенные путешествия». Написан в 1883 году. Роман сравнивали с одним из самых известных произведений писателя, «Вокруг света за 80 дней»: «Упрямец Керабан» — это «Вокруг Чёрного моря за полтора месяца» .

## Публикации
- Первая публикация романа — в журнале Этцеля «Magasin d’Éducation et de Récréation» с 1 января по 15 октября 1883 года. В отдельном издании роман первоначально был выпущен в двух книгах, первая — 1 июня, и вторая — 6 сентября 1883 года.
- 15 ноября 1883 года вышло иллюстрированное издание романа (101 иллюстрация Леона Бенета); это был восемнадцатый «сдвоенный» том «Необыкновенных путешествий».[2]

## Сюжет
Книга разбита на две части и 33 главы.
Стамбульский богач Керабан, обладающий огромным упрямством, отказывается платить пошлину за пересечение Босфорского пролива и отправляется в длительное путешествие со слугой Низибом, а также со своим гостем и компаньоном из Голландии ван Миттеном и его слугой Бруно (против желания обоих) в свой дом на азиатский берег Стамбула вокруг Чёрного моря. Пройдя через Болгарию и Румынию, путешественники прибывают на территорию Российской империи, в Одессу, где племянник Керабана Ахмет готовится к своей свадьбе с Амазией — дочерью крупного банкира и друга Керабана Селима. Керабан увлекает племянника с собой в путешествие вокруг Чёрного моря, не ведая о том, какие бедствия сгущаются вокруг них. Тем временем, в Одессе, мальтиец Ярхуд и его команда тартаны «Гидара», по приказу богатея Саффара, похищают Амазию и её служанку Неджеб. Отец невесты Селим, пытаясь спасти дочь, получает ранение. Дело в том, что Саффар давно мечтал заполучить Амазию в свой гарем.
Случай сводит Керабана и Саффара возле железной дороги около Поти, где в конфликте с последним Керабан теряет свою карету в столкновении с поездом и оказывается арестован казаками. Керабана, как виновника столкновения, высылают за пределы Российской империи. Продолжая своё путешествие по территории Османской империи, герои романа случайно становятся свидетелями кораблекрушения во время бури. Ахмет спасает жертв крушения, которые оказываются Амазией и Неджеб, похищенных Ярхудом. Команда «Гидары» гибнет, за исключением самого капитана Ярхуда.
Злодеи в лице Саффара, его слуги Скарпанта и Ярхуда продолжают вынашивать коварные планы по похищению Амазии. Скарпант, выдав себя за шишечника, хорошо знающего дороги Анатолии, нанимается команде Керабана в качестве проводника. Скарпант замышляет завести героев в засаду. Бдительность Ахмета расстраивает его планы. Ночью Ахмет видит, как кто-то подает проводнику тайный сигнал. Саффар нанимает банду из двенадцати человек и нападает на Керабана и его друзей. Неожиданно им на помощь приходит Селим — отец Амазии и его слуги, которые уже давно ищут героев романа. Злодеи Саффар, Скарпант и Ярхуд погибают в схватке.
Керабан и его друзья прибывают в Скутари — пригород Стамбула, празднуя счастливое завершение путешествия. Однако свадьба Ахмета и Амазии должна состояться в европейской части Стамбула. Для этого Керабану всё же необходимо переплыть пролив Босфор, заплатив налог, от которого он так упрямо отказывался. Керабан нанимает акробата, и он по канату, над Босфорским проливом, переправляет Керабана в Стамбул. Герой романа снова освобождает себя таким образом от уплаты налога. Роман, по традиции Жюля Верна, заканчивается свадьбой Ахмета и Амазии.

### Автобиографический фон
В романе получили своё отражение семейные драмы Вернов. Сын Верна Мишель вёл весьма легкомысленный образ жизни, сожительствуя с молодой актрисой Терезой Татон (сценическое имя — Дюгазон) и одновременно увлекаясь несовершеннолетней Жанной Ребуль. «Выходки сына оставались предметом неустанных забот писателя» . Если супруга Верна Онорина прощала сыну его ветреность, то Жюль Верн не стеснялся в выражениях по поводу поведения Мишеля. В «Упрямце Керабане» просматриваются аллюзии на все эти обстоятельства, а Ахмет предстает как идеализированный, перевоспитавшийся Мишель; «благородная Сарабуль» — прямой намёк на Жанну Ребуль.

## Интересные факты

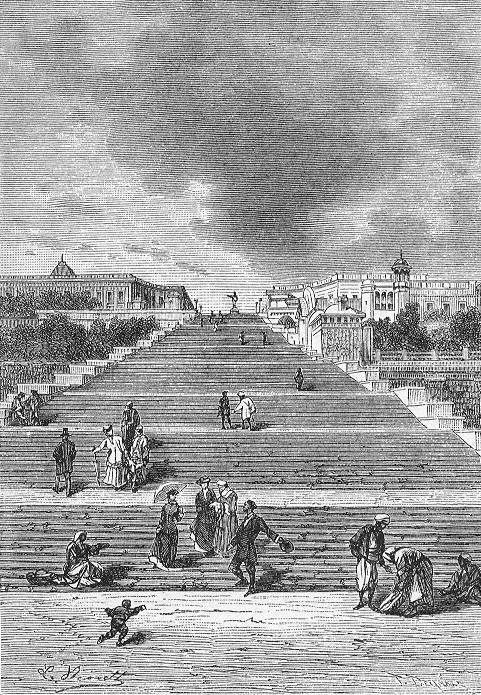
Одесская лестница. Иллюстрация Леона Беннета к роману.

- Первоначально путешествие должно было состояться вокруг Средиземного моря.
- В октябре 1883 года состоялась премьера одноимённой пьесы, написанной Верном в одиночку (в создании других его пьес участвовал известный драматург Адольф д'Эннери). Постановка не имела успеха, хотя сцена кораблекрушения во втором акте понравилась зрителям [5].